# Aïn Larbi
Aïn Larbi è un comune dell'Algeria, situato nella provincia di Guelma.